# Rajd Wisły 1964
14. Rajd Wisły – 14. edycja Rajdu Wisły. Był to rajd samochodowy rozgrywany od 19 do 20 września 1964 roku o współczynniku 3. Była to czwarta runda Rajdowych Samochodowych Mistrzostw Polski w roku 1964. Został rozegrany na nawierzchni asfaltowej. W rajdzie nie prowadzono klasyfikacji ogólnej tylko w poszczególnych klasach, w których startowali zawodnicy..

## Wyniki końcowe rajdu[1][2]
| Miejsce | Kierowca            | Pilot           | Samochód    | Punkty | Klasa        |
| ------- | ------------------- | --------------- | ----------- | ------ | ------------ |
| 1       | Franciszek Postawka | Alicja Postawka | Volvo PV544 | 1473,1 | kat. 2 kl. 2 |